# David Cook (kierowca wyścigowy)
David Cook (ur. 3 kwietnia 1975 roku w Rotherham) – brytyjski kierowca wyścigowy.

## Kariera
Cook rozpoczął karierę w wyścigach samochodowych w 1995 roku od startów we Francuskiej Formule Renault oraz Brytyjskiej Formule Renault. Jedynie w edycji brytyjskiej zdobywał punkty. Z dorobkiem 51 punktów uplasował się tam na siódmej pozycji w klasyfikacji generalnej. W późniejszych latach pojawiał się także w stawce Europejskiego Pucharu Formuły Renault, Brytyjskiej Formuły 2, Ultrafilter International Formula Renault Sport Championship, Formuły 3000 oraz Brytyjskiej Formuły 3.
W Formule 3000 Brytyjczyk startował w latach 1997-1998. W żadnym z siedmiu wyścigów, w których wystartował, nie zdołał jednak zdobyć punktów.